# Sévry
Sévry är en kommun i departementet Cher i regionen Centre-Val de Loire i de centrala delarna av Frankrike. Kommunen ligger  i kantonen Sancergues som tillhör arrondissementet Bourges. År 2022 hade Sévry 62 invånare.

## Befolkningsutveckling
Antalet invånare i kommunen Sévry
Referens:INSEE